# Montpelier (Indiana)
Montpelier – miasto w Stanach Zjednoczonych, w stanie Indiana, w hrabstwie Blackford.